# Sörsjön (Lerbäcks socken, Närke, 653741-146542)
Sörsjön är en sjö i Askersunds kommun i Närke och ingår i Motala ströms huvudavrinningsområde.